# واندا یاکوبوفسکا
واندا یاکوبوفسکا (لهستانی: Wanda Jakubowska؛ ۱۰ اکتبر ۱۹۰۷ – ۲۵ فوریهٔ ۱۹۹۸) یک کارگردان فیلم اهل لهستان بود.
از فیلم‌ها یا مجموعه‌های تلویزیونی که وی در آن‌ها نقش داشته است، می‌توان به مرحله پایانی اشاره نمود.